# 168 (число)
168 (Сто шістдеся́т ві́сім) — натуральне число між 167 та 169.

## В інших галузях
- 168 рік, 168 до н. е.
- NGC 168 — галактика в сузір'ї Кит.
- У тижні 168 годин
- 168 точок у доміно